# White (мутация)

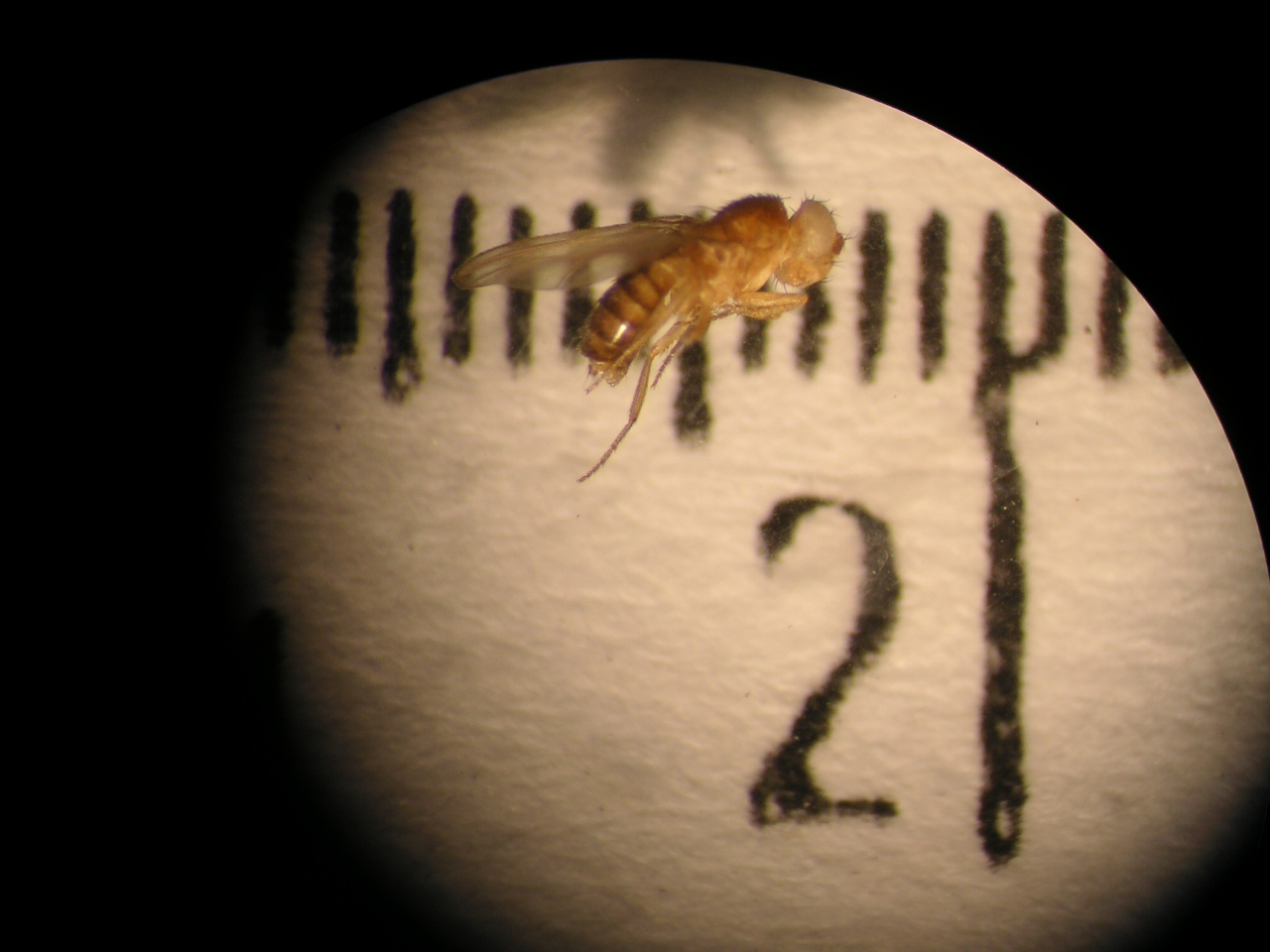
Белоглазая дрозофила

White (сокращённо w) — первая известная сцепленная с полом мутация из когда-либо обнаруженных у плодовой мушки Drosophila melanogaster. В 1910 году Томас Хант Морган и Лилиан Воган Морган обнаружили единичного белоглазого самца в популяции Drosophila melanogaster, которая, как правило, характеризуется тёмно-кирпично-красными фасеточными глазами. При скрещивании этого самца с самками дикого типа, они обнаружили, что потомство не соответствует Менделевскому расщеплению. В первом поколении (F1) было 1237 красноглазых особей и 3 белоглазых самца. Во втором поколении (F2) было 2459 красноглазых самок, 1011 красноглазых самцов и 782 белоглазых самца. Дальнейшие экспериментальные скрещивания привели их к выводу, что эта мутация каким-то образом физически связана с «фактором», определяющим пол у дрозофилы. Это привело к открытию сцепления с полом, когда ген признака расположен на половых хромосомах. Морган назвал эту черту white. Мух, имеющих аллель white, часто демонстрируют в учебных целях студентам и школьникам для знакомства с генетическими или молекулярно-генетическими методами, где ген с этой мутацией часто используется в качестве маркерного или репортёрного гена.

Экспериментальные скрещивания Томаса Ханта Моргана, иллюстрирующие х-сцепленное наследование white у дрозофилы

## Функция
Белок, кодируемый геном white является АТФ-связывающим кассетным (АВС) транспортёром. В ходе развития глаз мухи в процессе окукливания он обеспечивает транспорт предшественников красных и коричневых пигментов, гуанина и триптофана, внутрь специальных внутриклеточных везикул. Белоглазые мухи не слепые, но они легко подвержены ослеплению ярким светом на определенных длинах волн из-за отсутствия защиты красных и коричневых пигментов.